# إسماعيل المغربي
إسماعيل المغربي، لاعب كرة قدم سعودي.

## مسيرة اللاعب
لعب سابقاً مع النادي الأهلي والوحدة والتعاون والشباب ونادي أحد ونادي الباطن ونادي البكيرية ونادي الكوكب ونادي التهامي.

## روابط خارجية
- إسماعيل المغربي على موقع Soccerway.com (الإنجليزية)